# Club Deportivo Voleibol Murcia
Il Club Deportivo Voleibol Murcia è una società pallavolistica maschile spagnola, con sede a Murcia.

## Storia della società
Fondato nel 1996 come Club Atlético Voleibol Murcia, ha raggiunto per la prima volta la Superliga nel 2008, dopo essere stata ripescata dalla Superliga 2 in conseguenza della rinuncia dell'Elche. Nel 2009 ha assunto l'attuale denominazione.
Vanta il patrocinio dell'Universidad Católica San Antonio di Murcia.